# スコッツデール (アリゾナ州)
スコッツデール（英: Scottsdale、オードハム語：Vaṣai S-vaṣonĭ、ヤキ語：Eskatel）は、アメリカ合衆国アリゾナ州のマリコパ郡にある都市。州都フェニックスに隣接している。人口は24万1361人（2020年）。
スコッツデールは高級な観光とショッピングの目的地として見なされており、アメリカ合衆国西部のアメリカ様式の代表と考えられている。「ニューヨーク・タイムズ」はスコッツデール中心街を「マイアミのサウスビーチの砂漠版」と表現し、「深夜の遊びと騒々しいホテルの世界が」あるとした。
スコッツデールは西にフェニックスとパラダイス・バレー、北にケアフリー、南にテンピー、東にファウンテン・ヒルズとソルト川ピマ・マリコパ族インディアン社会に囲まれている。

## 歴史

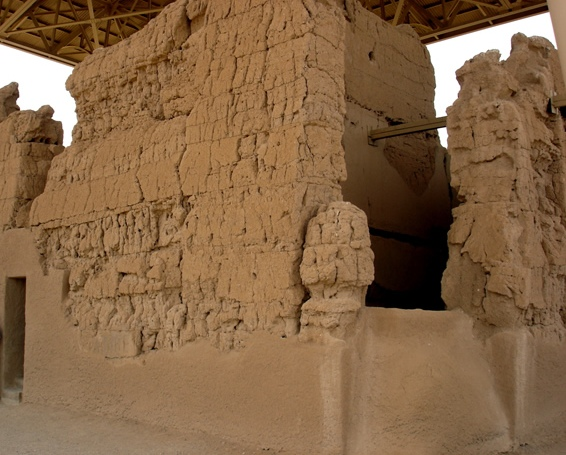
ホホカム人の遺跡

スコッツデールにはホホカム人が住んでいた。西暦800年から1400年、この古代文明では農業を営み、灌漑用水路を造っていた。
ヨーロッパ人が入植してくる前まで、バサイ・スバソニ（腐食した干草）と呼ばれるピマ族の集落があった。20世紀に入っても昔からの家に住むピマ族がいた。例えば、1960年代遅くまで、インディアンベンド道路とヘイデン道路の角南東には伝統的な家屋にまだ住んでいる人々がいた。しかし、今日ではピマ族は全て開発の煽りを食って出て行くか、スコッツデール市内、主にサウス・スコッツデールのソルト川ピマ・マリコパ族インディアン社会あるいは他の新しい家に移った。
ホホカム人の遺産は農業用の水を得るために125マイル (200 km) 以上の運河を造ったことである。この古代灌漑システムの遺跡は、1868年にジャック・スウィリングがスウィリング灌漑運河会社を作ったときに、バレー・オブ・ザ・サンの所有権を主張するその初めてのイギリス人の会社によって採用され改良された。その20年後、アメリカ陸軍の従軍牧師ウィンフィールド・スコットが現在スコッツデール市内となっている土地640エーカー (2.6 km2) を2.50ドルという微々たる金で買ったときにスコッツデールの未来が急激に上昇に転じた。ウィンフィールドの兄弟、ジョージ・ウィンフィールド・スコットが町の最初の住人となり、町は当初オレンジデールと呼ばれ、後の1894年にスコッツデールと変えられた。
1937年、国際的に著名な建築家フランク・ロイド・ライトがマクドウェル山脈の麓で「冬季宿営所」を設営し、現在タリーシン・ウエストと呼ばれるものを造った。スコッツデールやフェニックス市はフランク・ロイド・ライトから永遠に続く影響を受けた。この地域の多くの建物はこの有名な建築家によって設計された。今日、フランク・ロイド・ライトの記念碑がノース・スコッツデールに立っており、その名前を冠する主要通りもある。
スコッツデールは1951年に市制が布かれた。市章は64角の星型に囲まれた馬に乗るカウボーイを表しており、ジーン・ブラウン・ペニントン夫人がデザインした。
1950年代から1970年代に掛けてスコッツデールとテンピー地域の製造会社数社が、その製造および運転工程で溶媒としてトリクロロエチレンを使っていた。1981年にスコッツデールの飲料用井戸2箇所でトリクロロエチレンが見つかり始め、1983年にはインディアンベンド・ウォッシュ・スーパーファンドの場所がアメリカ合衆国環境保護庁の優先場所リストに載った。浄化システムの物理的構築は2006年に完成し、土壌の浄化に5年間、地下水の浄化には30年を要すると予測されている。
不動産の開発がオールドタウンとなっている地域で始まり、南に移ってきた。スコッツデールの西はフェニックスと接し、東はインディアン居留地と接しているので、スコッツデールはその細長い形に発展し、南はテンピーで止まり、北はマコーミック牧場という個人所有の大規模牧場になっていた。滅多に水の流れることのないインディアンベンド・ウォッシュが市内を長手方向に分けており、通常は乾いている川床が滅多にない大雨と考えられる、いわゆる「99年に一度の洪水」を流し、ソルト川に流れ込んだ。スコッツデールは大半が低中流階層の郊外居住者が住んでおり、滅多に水の流れない通常は乾いている川に橋を架ける金も無く、主要道路ですら一旦川床に降りて対岸に上がっていた。60年代に99年に一度の洪水が連続したときには数回水が流れた。
インディアンベンド・ウォッシュが1960年代後半に度々流れたので、連邦予算が割り当てられ陸軍工兵司令部が大きな運河としてセメントで固め、その上に橋を架け、ロサンジェルスの雨水排水溝に似ているが幅広の運河にすることになった。そうすることはウォッシュに立っていた家屋の接収と買い上げを認めることになり、連邦洪水保障法の下で連邦政府は洪水の度に建て直しを求められることになる。しかし、草がセメントの運河と同じくらい有効に水を通すと考えられ、セメントの運河の代わりにインディアンベンド・ウォッシュの底に一連の公園とゴルフコースを造ることに割り当てられた連邦予算を使うべきかについて住民投票が行われた。インディアンベンド・ウォッシュが細くて長い市内を分けているので、この公園とゴルフコースのしくみで、市内のほとんど全ての子供が自転車を楽しめる範囲になり、近くの家屋や共同住宅は退職者が住みたいと考えるところになると考えられた。
しかし工兵隊は正しいやり方として運河の方を好み、溢れた水を草地に流すという考えは、草地が水に流される可能性があり、溢れた後は泥を除去する必要性が出てくるので維持費を増やすと主張して試そうとしなかった。セメントの運河ならば必要ない消費税増税を行う可能性があり、当時議論を呼んだが、市民はインディアンベンド・ウォッシュの底に一連の公園とゴルフコースを造ることを選んだ。この動きは当時特に裕福でもなかった市で大胆なものと見られた。公園とゴルフコースは、土手を高くして残りは草地と池と水流とし、水が溢れたときの損害を最小になるようにした。この仕組みは洪水制御水路のように機能し、公園やゴルフコースを保ったまま続いている。この公園とゴルフコースの時期に続いて1950年代にヒートポンプ空調機の大量生産が終わる頃となったので、スコッツデールは家族や引退した者が移住したいと考える都市になり、十分割に合うものになった。当時の市はまだ比較的貧乏だったが、公園に金を遣い、ウォッシュの土手の片側にエルドラド公共プールを建設して、ウォッシュに架ける橋のための連邦予算を使い果たした。しかし、新しく狭められた西境界に沿った所に集合住宅を建てることができ、新しく使えるようになった土地に掛かる税金で最終的には何年も後に橋が架けられた。
スコッツデール市は公園に金を使い果たしたので、スコッツデール道路沿い中央ショッピング地区の東に直結する中心街が衰えるままになり、1970年代初期までに壊れた窓のある放棄された古い木造家屋の並びに変わった。しかし、公園が造られてから直ぐ後に、マコーミック牧場のオーナー、ミズ・マコーミックが死んで、牧場をほとんど低木の土地のまま残す替わりに、マコーミック牧場とスコッツデール牧場の地域を家屋と事業のパークへの開発を始め、市に税収が入り始めた。新しく作られた公園とゴルフコースで市のステータスが上がったために、土地開発者はマコーミック牧場とスコッツデール牧場の地域に立てる家屋のグレードを上げることができ、それが北に拡がり、東に広く拡がって、拡大を続けた。これらの高価な家屋を急速に埋めた新金持ち層が「スノッツデール」や「スノッブスデール」という渾名のジョークや語源になった。それでもマコーミック牧場の開発から得た市の税収は土地収容権を使ってオールドタウンに隣接する荒廃した地域の買収に使われ、その時まで破壊者に焼き払われていなかった木造家屋を壊し、その替わりに芸能センターやレストランが建てられた。障害がある故に中心街から立ち去りつつあった地元の者が所有する高級レストランは、困難な時代にその地域に留まっておれば、レストラン街に最初に入るテナントに招聘され、芸能センターやレストランが1970年代半ばにオープンしたときは、それが市の新たな呼び物になった。

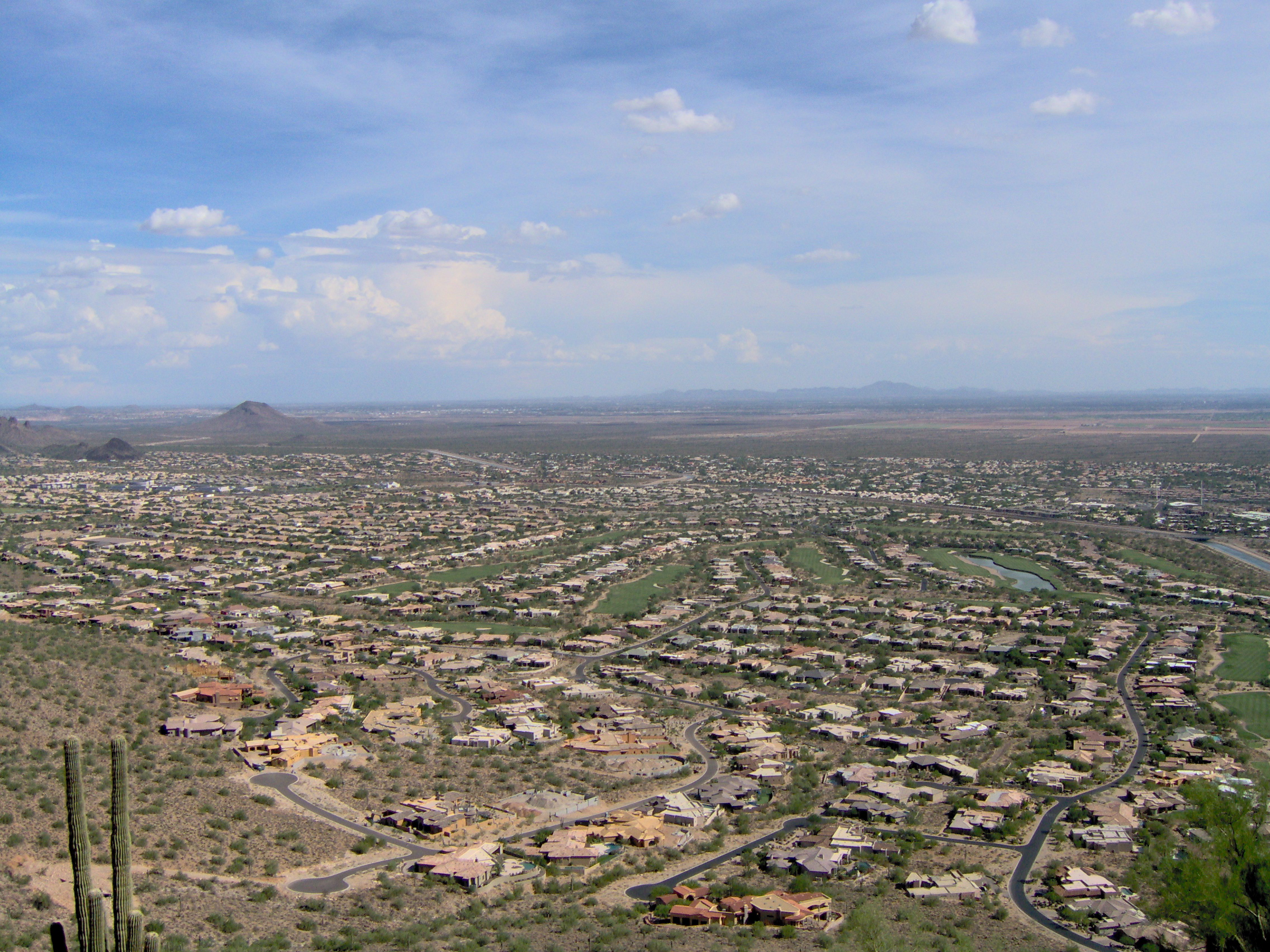
スコッツデール郊外の開発状況

かつて狭い都市だったスコッツデールが北と南の地域を併合したのを見たフェニックス市は、その北でマコーミック牧場の直ぐ西にある未開発の幅6フィート (1.8 m) で長さが数マイルある土地を併合し、実質的に西の境界を何マイルも延ばすことになった。併合した土地には市のサービスを行う必要があるので、単に幅6フィートのことでフェニックスは安価にその部分を併合したことになり、しかもその併合でスコッツデールの拡大を効果的に抑えることになった。
スコッツデール市政府は革新的な考え方をしていると見られた。多くの企業を当惑させたのは広告看板条例を成立させ、屋外広告看板の大きさと高さを規制したことである。市の言い分は、高い看板を見るために首を伸ばすので交通事故に繋がりやすい、それから住民の安全を守るということだった。この条例は当時大いに議論を呼び、合衆国最高裁判所まで争われたが、現在はそのような条例が当たり前のものになった。また、市役所の業務民営化の波がありながら実現することのなかった消防署の外注も行った。合衆国の他の都市で使っている消防車の赤い色を使った場合に訴訟になることを恐れ、契約を受けた会社は消防車を明るい黄色で塗った。さらにゴミ収集車に始めてロボットアームを取り付け、トラックに引っ張られている無蓋トレイラーにゴミを投げ入れる係の代用にした。エアコンの効いたトラックには一人のオペレーターが座っているだけになった。
スコッツデールは1951年に市制を布いたときの人口2,000人から、2007年の推測で240,410人にまで成長してきた。人口では州内6番目の都市になっている。スコッツデールはその生活水準の高さが言われており、1993年にはアメリカ合衆国市長会議で「最も住みやすい都市」に挙げられた この肩書きは高い生活費のために州内ではひどく批判された。税収のかなりの部分が観光から得られており、世界でも主要なゴルフとリゾートの目的地の一つとして常にランクされている。トーナメント・プレイアーズ・クラブで開催されるフェニックス・オープンは、PGAツアーの中でも観客が多いことで知られている。

## 地理
スコッツデール市はソノラ砂漠の北縁、ソルト川流域すなわち「バレー・オブ・ザ・サン」に位置している。スコッツデールの直ぐ東と北東はマクドウェル山脈である。西にフェニックス市とパラダイス・バレー町、南にテンピー、東にファウンテンヒルズに接している。
アメリカ合衆国国勢調査局に拠れば、市域全面積は184.4平方マイル (477.7 km2)、このうち陸地は184.2平方マイル (477.1 km2)、水面は0.2平方マイル (0.6 km2)で水域率は0.12％である。

### 気候
スコッツデールの気候は砂漠気候である。冬は温暖であり、夏は大変暑い。市内で記録された過去最低気温は1955年2月20日の 19°F(−7℃) であり、過去最高気温は1970年6月26日と1972年8月2日の 119°F(48℃) である。
| 月                  | 1月         | 2月         | 3月         | 4月        | 5月        | 6月        | 7月         | 8月         | 9月         | 10月        | 11月        | 12月        |
| ------------------- | ----------- | ----------- | ----------- | ---------- | ---------- | ---------- | ----------- | ----------- | ----------- | ----------- | ----------- | ----------- |
| 過去最高 °F(℃)      | 87 (30.6)   | 92 (33.3)   | 99 (37.2)   | 105 (40.6) | 112 (44.4) | 119 (48.3) | 118 (47.8)  | 119 (48.3)  | 113 (45)    | 108 (42.2)  | 95 (35)     | 85 (29.4)   |
| 平均最高 °F(℃)      | 68 (20)     | 72 (22.2)   | 77 (25)     | 85 (29.4)  | 92 (33.3)  | 101 (38.3) | 104 (40)    | 103 (39.4)  | 99 (37.2)   | 89 (31.6)   | 77 (25)     | 68 (20)     |
| 平均最低 °F(℃)      | 40 (4.4)    | 43 (6.1)    | 47 (8.3)    | 52 (11.1)  | 60 (15.6)  | 68 (20)    | 76 (24.4)   | 75 (23.9)   | 69 (20.6)   | 58 (14.4)   | 46 (7.8)    | 40 (4.4)    |
| 過去最低 °F(℃)      | 21 (-6.1)   | 19 (-7.2)   | 24 (-4.4)   | 30 (-1.1)  | 35 (1.7)   | 45 (7.2)   | 53 (11.7)   | 52 (11.1)   | 45 (7.2)    | 26 (-3.3)   | 23 (-5)     | 20 (-6.7)   |
| 平均降水量 in. (mm) | 1.01 (25.7) | 1.04 (26.4) | 1.15 (29.2) | 0.25 (6.4) | 0.21 (5.3) | 0.07 (1.8) | 0.89 (22.6) | 1.20 (30.5) | 0.86 (21.9) | 0.85 (21.6) | 0.80 (20.3) | 1.03 (26.2) |
| Source: Weather.com |             |             |             |            |            |            |             |             |             |             |             |             |

### 市の概観
スコッツデール市は4つの地域の分けることができる。すなわちサウス・スコッツデール（マケリップス道路から北にトマス道路まで）、オールドタウン・スコッツデール（中心街）、セントラル・スコッツデール（「シー・コーリダとも呼ばれ、シャパラル道路から北にシー・ブールバードまで）、およびノース・スコッツデールである。スコッツデールの不動産市場はアメリカ合衆国の中でも最も高い方である。2005年、スコッツデールとパラダイス・バレーは高級住宅の販売で国内の10傑に入り、10傑の他の8都市は全てカリフォルニア州だった。パラダイス・バレーが6億3,700万ドルで第9位、スコッツデールが5億9,400万ドルで第10位だった。

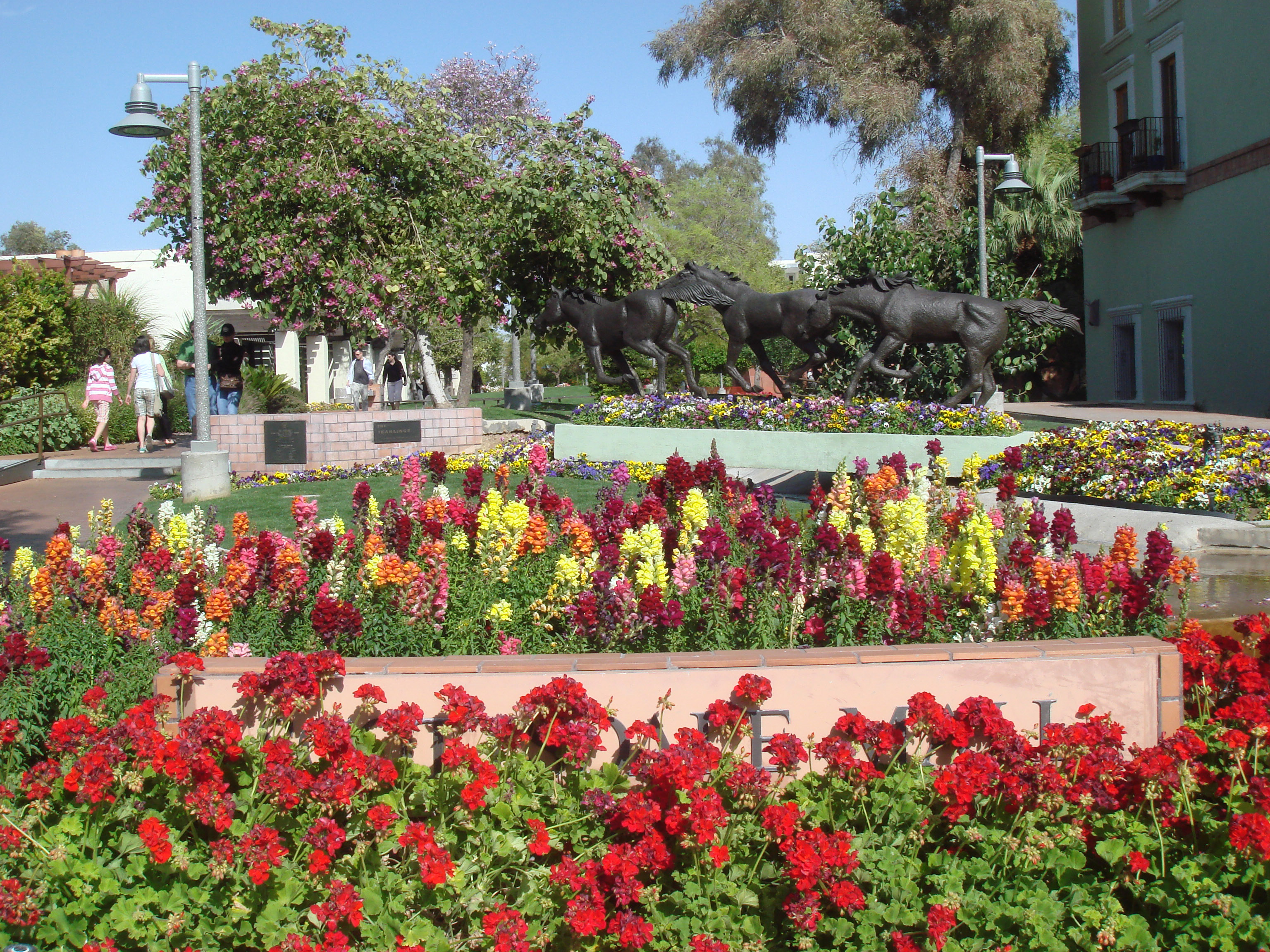
オールドタウン・スコッツデール（中心街）

サウス・スコッツデールは、長年程度の差はあるがスコッツデールの労働者階級の地域と言われてきたが、今日では動的な都心に変身している。地域でも主要なナイトライフがあり、フェニックス大都市圏の中でも芸術の中心になっている。中古住宅の販売中央値は291,500ドルとなっており、ノース・スコッツデールの667,450ドルに比べて安い。サウス・スコッツデールのマクドウェル道路の一部は「モーターマイル」とも呼ばれ、道路沿いに31軒のカーディーラーが並んでいた。この通りだけで一時は年間1,000万ドル以上の消費税が上がり、合衆国の中でも最も利益の出る車の1マイルだった。近年これらディーラーの多くが市内を離れて行っており、2008年だけで6店が離れた。サウス・スコッツデールには間もなく「スカイソング」と呼ばれるアリゾナ州立大学の新しい研究センターが来ることになっている。この開発は多くの国際企業の研究開発部門を惹きつけることになっている。
オールドタウン・スコッツデールは多くの通りや古い様式の店舗、レストラン、バー、ナイトクラブおよび古きカウボーイ時代を想起させる西部風画廊がある地区である。主たる文化地区もこの中にあり、アメリカ合衆国でも大型ショッピングモール20傑に入る、最高級のスコッツデール・ファッションスクェア・モールがある。この地区では現在再生が行われており、新しい集合住宅やホテルが建設中である。

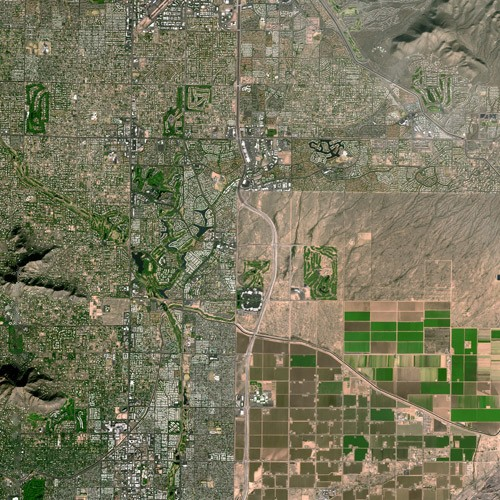
静止衛星から見たシーコーリダ

シー・コーリダは東西に走るシー・ブールバードに近接することでそう呼ばれるようになった。この地域の家屋は概して1970年代に建てられた。シー・コーリダの不動産は1990年代に増加し、フェニックス・メサ・スコッツデール大都市圏全体の不動産市場は2000年代半ばに38.4％価格が上昇するという、国全体でも最大の好況を示した。この地域には、ゲイニーランチやマコーミックランチなど、大都市圏の中でも最も願望の高い住宅地区の中に残っている多くの地域社会がある。シー・コーリダのスコッツデール道路の大部分は、かなり多くのリゾートがあるために、「リゾート・コーリダ」と渾名されている。フェニックス大都市圏の中で2番目のリッツ・カールトン・ホテルがこのコーリダ沿いに建設される予定である。
ノース・スコッツデールは歴史的に最も建物が少ない地域だったので、現在では最も活発に開発が行われている。この地域の住宅は郡内でも最も高価になっており、500万ドルを超えるものも多い。この地区では市境が急速に東西に拡がりつつあり、マクドウェル山脈を含むようになっている。ノース・スコッツデールでの住宅ブームは、フェニックス大都市圏でも2番目に雇用を創出しており、2010年までに1番になると推測されている「スコッツデール・エアパーク」の急速な成長に負っている。スコッツデール・エアパークは2,600の企業が55.000人以上を雇用しており、事務所スペースは2,300万平方フィート (2.1 km2)、今後も年3,000人以上の雇用増が見込まれている。このパークには、アクサ、GEキャピタル、DHL、ディスカウント・タイア会社、フィデリティ・インベストメンツ、JDAソフトウェアおよびバンガード・グループなど、多くの重要な会社が本社を置くかこの地域内の本部を置いている。

## 人口動態
以下は2000年の国勢調査による人口統計データである。
| 基礎データ - 人口: 202,705人 - 世帯数: 90,669世帯 - 家族数: 94,492家族 - 人口密度: 424.9人/km2（1,100.4人/mi2） - 住居数: 104,974軒 - 住居密度: 220.0軒/km2（569.9軒/mi2） 人種別人口構成 - 白人: 90.19% - アフリカン・アメリカン: 1.23% - ネイティブ・アメリカン: 0.61% - アジア人:1.96% - 太平洋諸島系: 0.08% - その他の人種: 2.27% - 混血: 1.65% - ヒスパニック・ラテン系: 6.96% 年齢別人口構成 - 18歳未満: 19.3% - 18-24歳: 6.6% - 25-44歳: 30.4% - 45-64歳: 26.9% - 65歳以上: 16.7% - 年齢の中央値: 41歳 - 性比（女性100人あたり男性の人口） - 総人口: 93.2 - 18歳以上: 90.5 | 世帯と家族（対世帯数） - 18歳未満の子供がいる: 22.6% - 結婚・同居している夫婦: 49.6% - 未婚・離婚・死別女性が世帯主: 7.5% - 非家族世帯: 39.9% - 単身世帯: 30.8% - 65歳以上の老人1人暮らし: 9.7% - 平均構成人数 - 世帯: 2.22人 - 家族: 2.79人 収入と家計 - 収入の中央値 - 世帯: 57,484米ドル - 家族: 73,846米ドル - 人口1人あたり収入: 39,158米ドル - 貧困線以下 - 対人口: 5.8% - 対家族数: 3.4% - 18歳未満: 5.4% - 65歳以上: 5.9% |

2007年の推計では世帯当たり年収の中央値が70,533ドル、家族当たりでは92,289ドルとなっている。

## 経済
観光産業がスコッツデールの主要な雇用主であり、市の労働人口のうち39％を占めている。2005年、スコッツデールには750万人の観光客が訪れ、31億ドル以上の経済効果をもたらした。市内には70以上のリゾートやホテルがあり、客室数は15,000室に上る。これら巨大な市場は上流のホワイトカラー層を顧客にしている。
スコッツデール市は全米の中でもニューヨークに次ぐ5つ星のホテルやリゾートが多い都市である。2008年、全米自動車協会がスコッツデール市内にあるザ・フェニキアン、ザ・キャニオン・スイーツ、スコッツデール・キャメルバック・イン、フォーシーズンズ・リゾート・スコッツデール・アット・トルーン・ノースおよびフェアモント・プリンセス・リゾート・アンド・スパの5つのホテルにこの最高栄誉を与えた。
フルサービスのホテルやリゾートが集中しているために、その結果としてその他の観光関連産業が繁盛しており、特に顕著なのが1級のゴルフコース、温泉保養地および会社の集会、会議市場である。多くの全国的また国際的会社がそのような行事の有力開催地としてスコッツデールを考えている。
スコッツデールは全米の都市の中でも一人当たりの温泉保養地の数が最も高く、観光やレジャーの主要な目的地として全国的評判を勝ち得てきた。
この地域の一年中暖かく豊富な陽光が降り注ぐことが、観光にアピールする主要素である。特に冬の間、アメリカ合衆国の中西部、北東部、さらにはカナダから数多い富裕層が長期の滞在でこの地域に溢れる（地元ではスノーバードとよんでいる）。これらの観光客は毎年同じように訪れる者が多く、地域内に2軒目の家を買う者も多い。
しかしここ数年、時流に乗った高級ナイトライフ、レストラン、画廊および贅沢なショッピングが成長して、より若いホワイトカラー層やよりスタイルを重視する旅に人気の高い目的地になってきた。
有名なメイヨー・クリニックその主要な支所3つのうちの1つをスコッツデールに置いている。このこととその結果として医療に関する強力な目的地にもなっている。
1960年代にノース・スコッツデールにスコッツデール空港が建設され、航空事業も成長してきた。今日、この空港は全米の単一滑走路空港としては航空機の発着数が最も多い空港の一つになっている。非商業航路の発着も僅かにあるが、ほとんど全てが会社利用か一般航空利用のものになっている。
スコッツデール空港に隣接する地域は、地元では「エアパーク」地域とも呼ばれ、地域の商業中心として急速に成長してきた。空港から半径数マイルの範囲は5万人以上を雇用するフェニックス大都市圏の中でも2番目に大きな雇用地域となっており、金融、小売り、サービス、技術、デザインおよび製造の分野の企業がある。このエアパーク地域には現在2,500以上の企業が入っており、年間の総合経済効果は30億ドルで、さらに成長している。
フェニックス大都市圏の中で最大の雇用を誇るのはフェニックスのミッドタウンとダウンタウンを合わせたもので、雇用者数は65,000人となっている。ノース・スコッツデールの要望の高いエアパーク地域周辺でこれから開発されるものや成長機会を考慮すると、近い将来にフェニックス中央地域を凌駕してこの大都市圏で最大の雇用地域になると予測されている。

## 芸術と文化

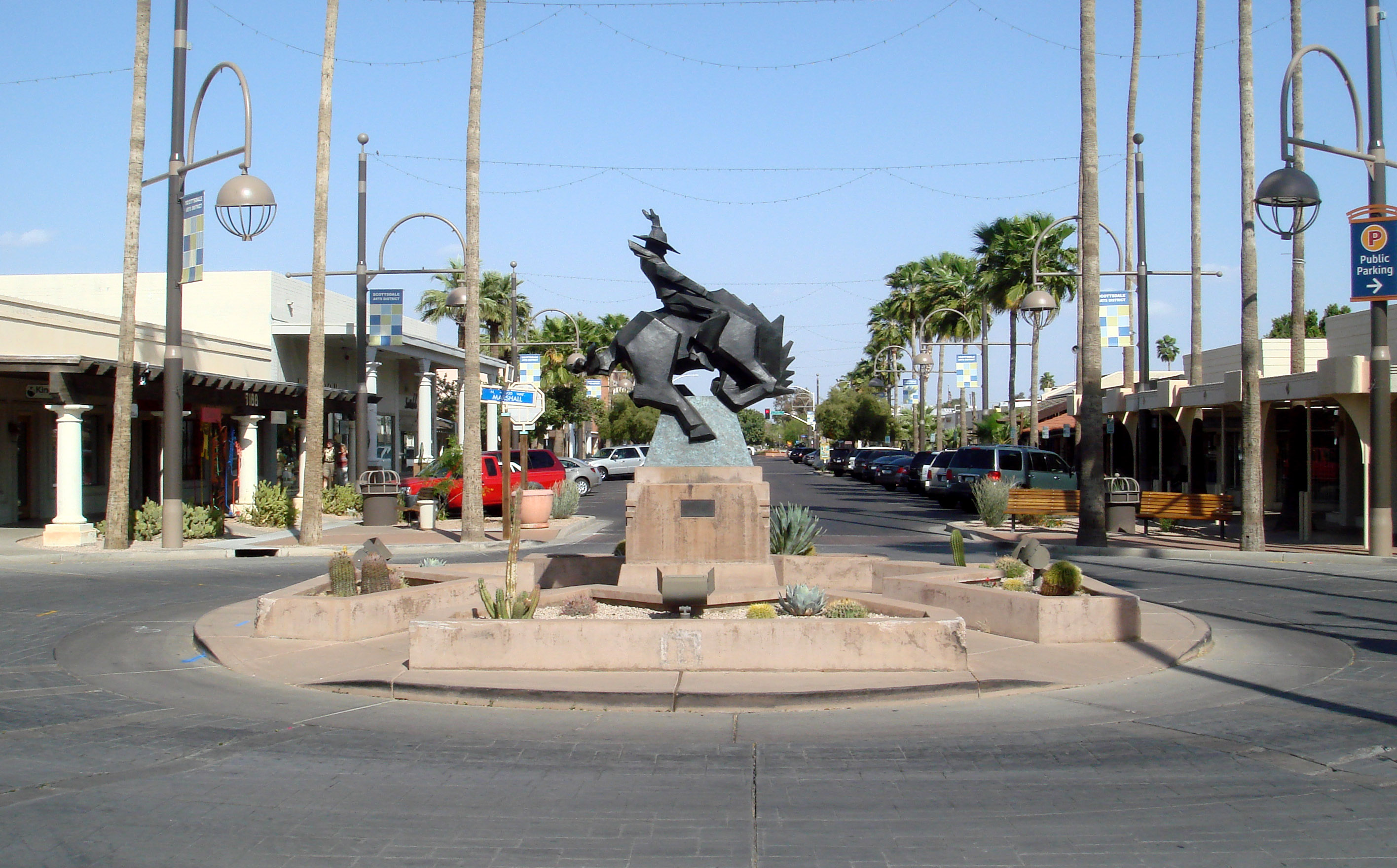
オールドタウンに隣接するスコッツデールの芸術地区、エド・メルの彫刻、ジャック・ナイフが見える

スコッツデールは国の内外からその芸術と文化の質の高さでも知られている。一般に高級で裕福な性質と製品であるが、地元の芸術社会は大変多様化したままである。国内南西部の芸術と文化の首都を自負する（この自慢話についてはニューメキシコ州サンタフェと競っている）スコッツデールは、最近現代と当代の芸術で大規模かつ尊敬されるメッカになってきた。2005年、毎年開催される「スコッツデール芸術祭」が「アメリカンスタイル・マガジン」によって全米のそのような行事の第1位にランクされた。
一般に公開されているギャラリー、スタジオおよび博物館が高度に集積している所がスコッツデール中心街に見られる。その芸術地区はさらに3つの異なる地区に分けることができる。最大の地区はメインストリート芸術地区であり、最大で最も多様なスタイルとジャンルの集積となっており、またより当代のマーシャルウェイ芸術地区と観光向けで西部を主題にしたオールドタウン地区がある。大変人気のある「スコッツデール・アートウォーク」は毎週木曜日の夕方に開催されている。
市内に高級な娯楽や事業が大規模に集積されているために、地元でも国内でも住民の間にある種俗物的な雰囲気があるという評判が何世代にもわたって作られてきた。外部の者の多くはスコッツデールに変わる自負心によって冷笑的に「スノッブスデール」と呼ぶことが多い。
スコッツデールの裕福な文化は、2006年に地域内で撮影されたMTVの「マイ・スーパー・スウィート16」やCBSの短命だったがリアリティ番組「火曜の夜のブッククラブ」のようなショーで報道されてきた。2008年、地元のラジオのディスクジョッキー、クレイブン・モアヘッドがスコッツデールのトレンディで傲慢なナイトライフ文化をおかしく表現するためにフロボットのヒット作「ハンドルバーズ」をパロディー化した。話の先頭と終わりで、「私は自転車のハンドルが無くても乗れる」という文句は、「私はスコッツデールのバーで大きなビデだ」というパロディーで置き換えた。このパロディーは直ぐに地元で評判になり、何度も繰り返し放送された。

### 毎年恒例の文化行事と祭り
「西部の最も西部的な町」はその豊富な西部の歴史を誇り、その過剰なくらいの「西部」に関する活動や行事を保存しかつ重点的に促進している。国際的に有名な「スコッツデール・アラブ馬ショー」は1955年以来の伝統がある。今日、このショーは2,000頭近い純血アラブ種と雑種アラブ馬が数々の賞を求めて競い合う様を見るために、数千の訪問客や観光客を集めている。このショーには300以上の露天商や展示、および25以上の実演やショーが行われる。
おそらく最も有名な「カウボーイ」行事は1954年以来毎年1ヶ月間にわたって開催される「スコッツデール・ジェイシーズ・パラダ・デル・ソル」である。元々サンシャイン祭という名であり、1956年に職業ロデオ・カウボーイ協会のロデオが追加された。この文化と歴史の行事に国中のカウボーイとカウガールが集まってくる。この行事は毎年世界最大と言われる150以上の馬に曳かせたパレードである「パラダ・デル・ソル・パラデ」で始まる。
毎年1月、40年間近く、世界最大で観衆も多い自動車オークションの一つ、バレットジャクソン・コレクターカー・オークションが開催される。この毎年1週間開催される行事の成功により、その背後の組織者はフロリダ州のパームビーチやネバダ州のラスベガスで類似しているが小さなショーを最近始めてきた。この行事はノース・スコッツデールの広大なウェストワールド展示会場で開かれ、世界中から集まる自動車ファンや収集家の見物となっている。このショーでは外国産の贅沢な自動車や歴史ある車を専門家が新品同様に修理して展示されることでも知られている。
大変人気のある「スコッツデール料理の祭」は、国内のその手の祭としては最も長く連続的に開催されていると考えられるものであり、毎年4月に開催されている。その中の個々の行事の多くは市全体で開かれるが、中央会場が中心街にある。1週間続くこの祭で4万人の観衆を集めていると推測されている。その中でも最も観衆を集めるのが、地元や全国でよく知られたシェフとレストランの屋外展示である「グレート・アリゾナ・ピクニック」である。スコッツデール市民センター・モールの芝生で開催されている。
毎年のスコッツデール国際映画祭は映画を使って世界の文化、生活様式、宗教および民族性の意味ある理解を育てることでは、疑いもなくアリゾナ州で指導的存在である。

### 博物館と美術館

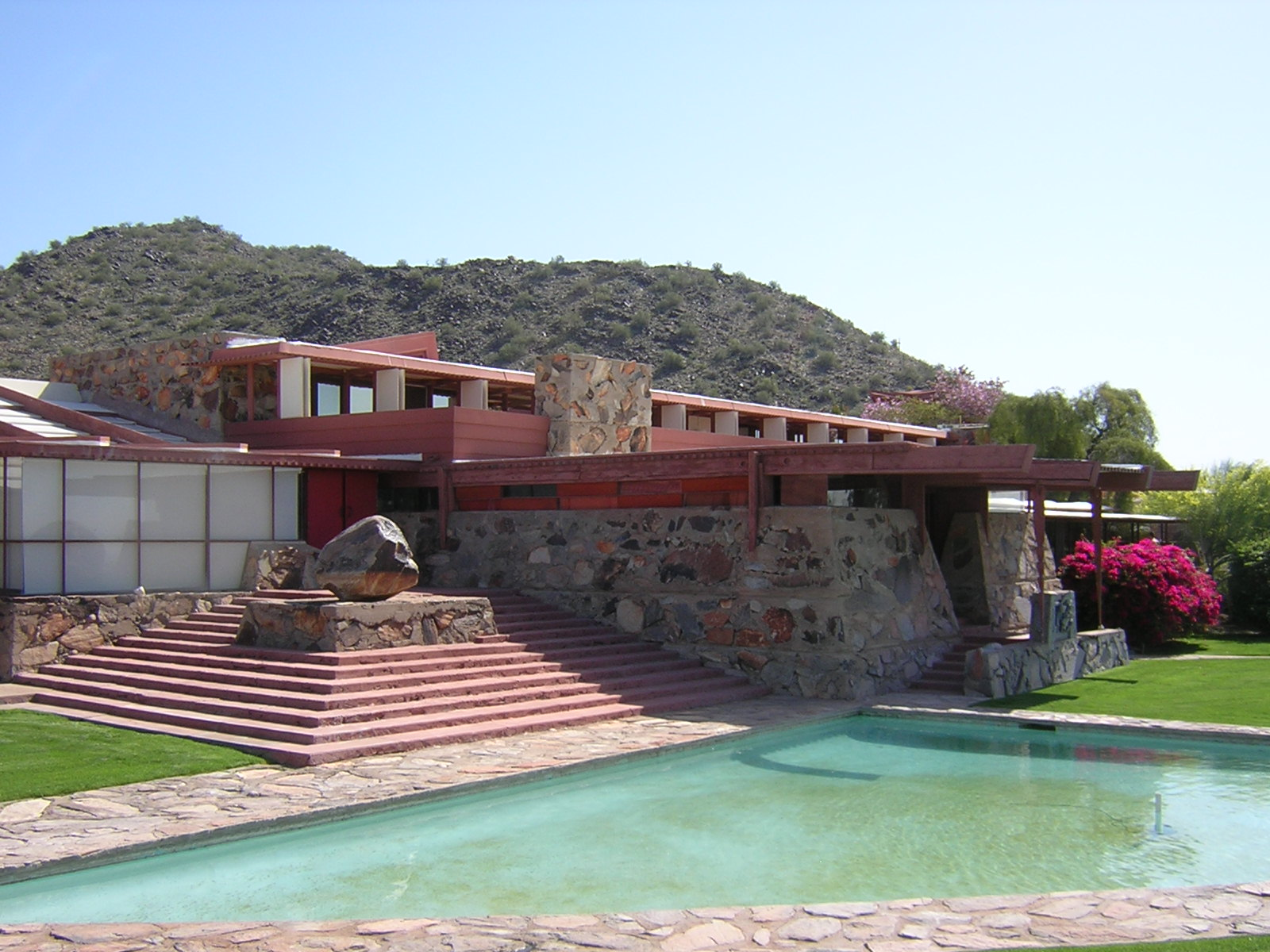
タリーシン・ウエスト、建築家フランク・ロイド・ライトの冬季宿営所と学校

スコッツデールには125以上の職業的画廊とスタジオがあり、市民一人当たりの数字では国内でも最大である。市は急速に合衆国の芸術の中心になってきた。スコッツデール会議・観光局と「アメリカンスタイル・マガジン」に拠れば、国内でも最大の美術品市場の一つになっており、美術品の売り買いの結果として生まれた取引額ではニューヨークとサンタフェに並ぶものである。
その画廊とスタジオは西部とインディアンを主題にした美術で最も著名であるが、当代美術に傾倒する傾向が過去20年間に有力となった。これはマーシャルウェイ芸術地区に沿って開店した多くの現代美術画廊や、1999年に開館したスコッツデール当代美術館が目に見える要素になっている。どちらも中心街にある。
スコッツデール市民センター・モールは中心街の観光客の多いオールドタウン地区にあり、スコッツデール芸術センターとスコッツデール歴史博物館という2つの劇場以外に、最近設立されたスコッツデール当代美術館も収めている。アリゾナ州では唯一当代芸術に専門化した恒久的美術館である。
1937年から1959年まで建築家フランク・ロイド・ライトの冬季宿営所と学校だったことで有名なタリーシン・ウエストは、アリゾナでも最も人気のある観光地である。この複合施設は市の北東縁に位置し、マクドウェル山脈の麓にある。

### ショッピング

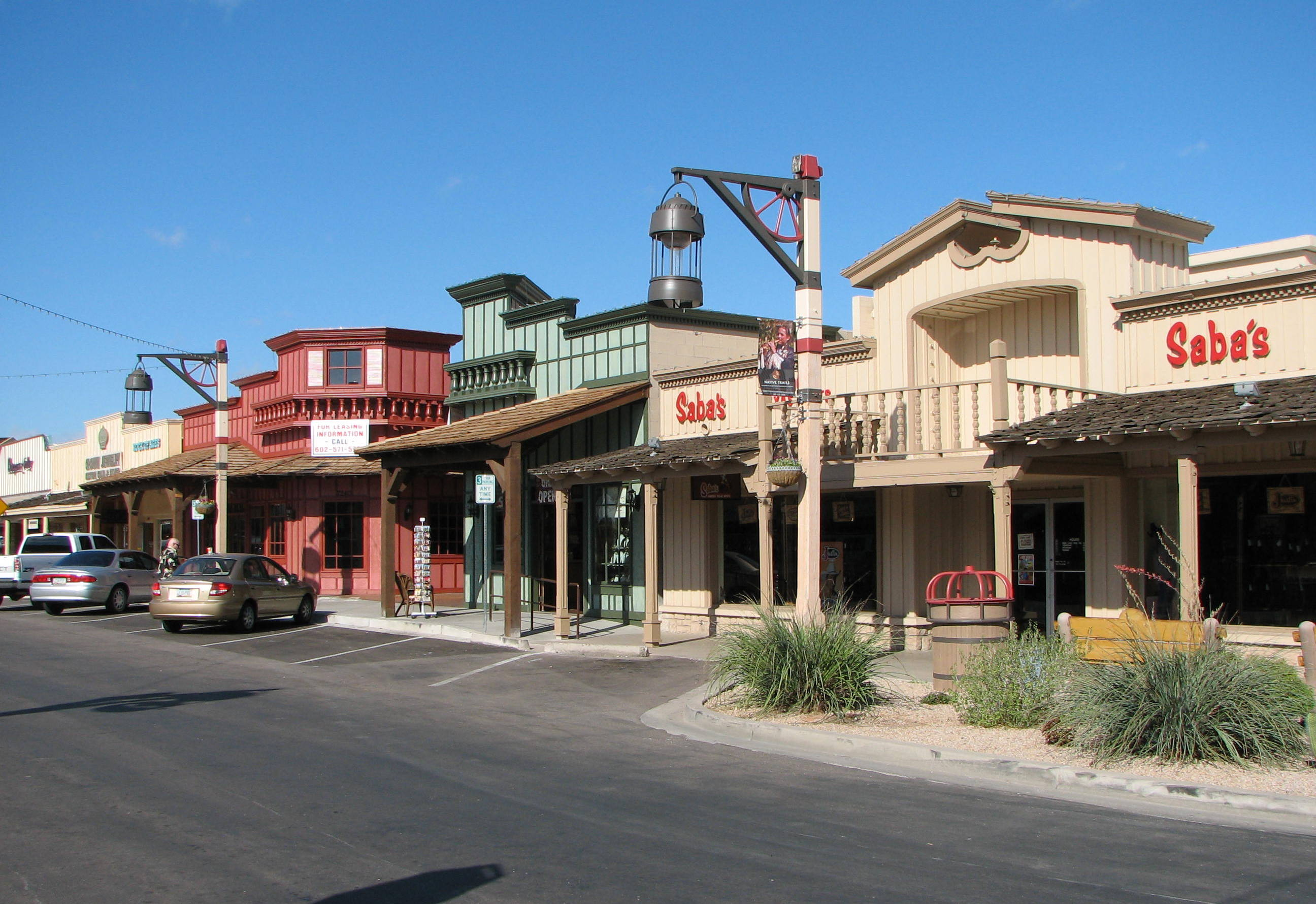
オールドタウン・スコッツデールのブティーク

スコッツデールは長年、アメリカ合衆国南西部の主要ショッピング目的地の一つになってきた。市内には高級な会社直販店や独立系ブティークが数多くある。
市内には小さなものから大きなものまで、多くのショッピング地域がある。最も著名な地区にはノース・スコッツデールの高級キアランド・コモンズ、および中心街の大型スコッツデール・ファッションスクェアがあり、それ自体が国内で主要な高級小売り店の目的地として知られている。スコッツデールのこれらショッピングセンターはフェニックスと南西部地域双方に特有な看板ブランドとなっている。
スコッツデール・ファッションスクェアは広さ200万平方フィート (2 km2) 近くあり（今でも拡がっている）、アメリカ合衆国南西部で単位面積当たり売上高で最も上位のショッピングモールに常にランクされてきた。ここにはノードストローム、メイシーズ、ニーマン・マーカス、ディラーヅおよびまだ開店していないバーニーズ・ニューヨークといった百貨店が入っている。数ある著名な小売店としては、バーバリー、ヒューゴ・ボス、ケイト・スペード、グッチ、ルイ・ヴィトン、ターノー、ジューシー・クチュール、ティファニー、フェラガモ、マイケル・コールズ、ジミーチュウ、カルティエ、カロライナ・エレーナ、ブルガリおよびボッテガ・ヴェネタがある。特にティファニーの店は過去数年間、合衆国にある店舗の中で売り場面積当たり売上高で最も上位を記録した。
最近スコッツデールには国際的に認められた贅沢ブランドが入ってきており、合衆国でも最も成長速度の速い小売市場の一つに挙げられてきた。スコッツデール・ファッションスクェアにバーニーズ・ニューヨークが入ってくることを含め、現在、「スコッツデール・クォーター」「パルメレー」および「ワン・スコッツデール」というすべてノース・スコッツデールに位置する大型ショッピング複合施設が計画中か建設中である。
「ワン・スコッツデール」はメイスリッチとDMBアソシエーツの協業であり、特にフェニックス地域で次の高級品小売りセンターを目指している。半径3マイル (5 km) では世帯当たり年収が110,292ドルとなっており、10マイル (16 km) 圏では、バル・ハーバー（カリフォルニア州）、ネイプルズ (フロリダ州)、アスペン（コロラド州）およびハンプトンズ（ニューヨーク州）など有名な小売り地区よりも10万ドル以上稼ぐ世帯が多い。
30万平方フィート (28,000 m2) の「パルメレー」はインディアンベンドとスコッツデール道路のために計画された屋外多用途プロジェクトであり、すでにエルメス、イヴ・サンローランおよびジョン・バルバトスから入店発注を受けた。
スコッツデールでは毎年11月に「スコッツデール・ファッションウィーク」を開催している。この行事は影響力有る地元、国内および国際的デザイナーからのファッションショーを定期的に開いている。最近の出品者は、ケイト・スペイド、セントジョン、ベッツィー・ジョンソン、ファソナブルおよびピネダ・コバリンがあった。

### ナイトライフ
ニューヨーク・タイムズがこの国で「最もヒッピーで最もハプニング」な場所の一つと言ったスコッツデールは、人を惹き付ける様々な高級ナイトクラブ、レストラン、ホテル、ラウンジおよびバーがある所である。特に過去10年間にこれらの数が増し、より「若く、ファッションに敏感な客」に受けるようになった。これは中心街にオープンし、同じようにナイトライフの客をもてなすトレンディでスタイルを重視したホテルの数が増えたことでも明らかである。著名なところではモルガン・ホテルグループのユーバーヒップ、真っ白なモンドリアン・ホテル、ファイアスカイ・リゾート・アンド・スパのキンプトン・ホテル、独立系で前世紀半ばのシックさを残したホテル・バレー・ホー、さらにはより最近スターウッド・ホテルズが追加したWホテルがある。
ナイトライフ用施設の圧倒的多数は中心街のキャメルバック道路とオズボーン道路の間に集中している。ここはフェニックス大都市圏の中でも最も活動的で人気のあるナイトライフの目的地になっている。アトランタのバックヘッド地区やマイアミのサウスビーチなど、他の主要都市の良く知られたナイトクラブのある地区に似て、スコッツデール中心街の主要なバーとクラブの大半は一般に歩いて回ることのできる範囲内にあり、ほとんど夜通し活気があり騒々しい雰囲気を演出していることが多い。木曜日から日曜日までは特に活発であり、4万人強の人々がこの地域に集まると言われている。
その国民的ナイトライフの様相を高めるために、最近、毎年大晦日の夜に「スコッツデールの究極歩行者天国パーティ」を開催するようになった。この大晦日のパーティには25,000人を集めるようになり、その数は次の年にはさらに劇的に増えるものと予測されている。

### 砂漠の芸術
スコッツデール市はピマ・フリーウェイを移動する通勤者や旅行者に対する景観を美化する方法を見付けてきた。砂漠の植物相や動物相を見せるために8マイル (13 km) にわたって伸びる環状101号線には、67フィート(20 m) のトカゲや40フィート (12 m) のサボテンといったコンクリートの芸術がある。これらコンクリート芸術は「最も交通量の多い道」(The Path Most Traveled)と名付けられ、装飾的フォームライナーと芸術家の目を使って創作された。

## スポーツとレクレーション
スコッツデール市はサンフランシスコ・ジャイアンツの春季キャンプが行われる所であり、中心街にあるスコッツデール・スタジアムを利用している。このスタジアムはマイナー野球のアリゾナ秋期リーグに所属するスコッツデール・スコーピオンズの本拠である。
スコッツデール市内で特に試合がある訳ではないが、「ビッグフォー」と言われるメジャースポーツ、すなわちNBAのフェニックス・サンズ、NFLのアリゾナ・カージナルスおよびMLBのアリゾナ・ダイヤモンドバックスがフェニックス大都市圏の中に本拠地があり、試合を行っている。

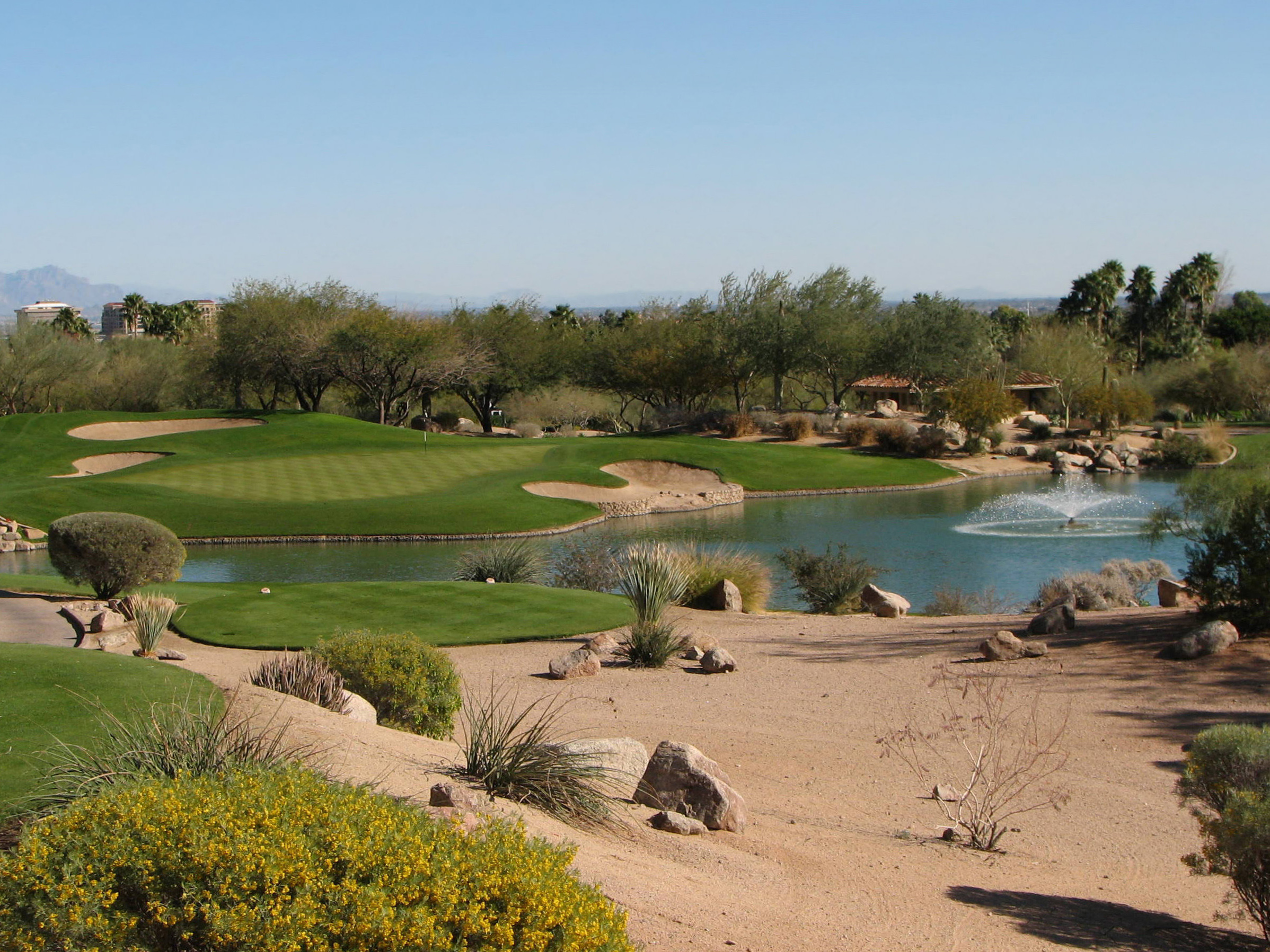
フェニキアン・ゴルフクラブ

スコッツデールはゴルフについても合衆国の主要な目的地として広く知られている。市内にはうねりを持つグリーンとフェアウェイの伝統的コースから砂漠のコースまで200以上のコースがある。2006年、ロッブ・レポートはスコッツデールを「アメリカでゴルフのために最良の生活地」とした2005年にボールダーズ・リゾート・アンド・ゴールデンスパやフォーシーズンズ・リゾート・スコッツデール・アット・トルーン・ノースが「トラベル・アンド・レジャー・ゴルフ・マガジン」で国内のベスト・ゴルフリゾートの第2位と第4位に選ばれた。その他の著名なゴルフコースとしては、デザートマウンテン、グレイホーク、フェニキアンおよびシルバーリーフがある。。
PGAツアーの大会であるWMフェニックス・オープンは1932年に始まり、毎年2月に、ノース・スコッツデールのTPCスコッツデールで開催されるようになっている。このコースはより大きなフェアモント・スコッツデール・リゾートの一部である。毎年のPGAツアーの中でも観客数が最も多く、トーナメントの4日間だけで60万人以上を集めている。
ハイキングやロッククライミングなどの屋外活動はフェニックス地域全体で非常に人気があり、これは市内にあるか大変近い所にある山に直ぐに近付くことができることが寄与している。市民達は市内中央部にあり、地元で好まれるキャメルバック山に儀式のように集まり、また市の北東縁にあるより最近開発されたマクドウェル・ソノラ自然保護区の中のマクドウェル山脈に向かう。

## 宗教
スコッツデールには数多い教会堂、礼拝堂、寺院、シナゴーグ、モスクなど宗教関連の施設がある。スコッツデール市民の多数はプロテスタント、カトリックを含み、キリスト教徒であると考えあるいは信仰しているが、近年の高い人口増加によって宗教においてもより多様化が進んだ。最も顕著なのは正教会とユダヤ教の信者が多く市民に加わった。少数ではあるが、ヒンドゥー教や仏教の社会も市内に存在する。アメリカ合衆国西部、アリゾナ州およびフェニックス地域全体と同じく、末日聖徒イエス・キリスト教会の会員も多い。
フェニックス大都市圏の中のベス・イスラエルや最古のリフォーム・ジュダイズム（ユダヤ教改革派）の集会所がスコッツデールにあり、アリゾナ州では最大である。
新しいフェニックス・ユダヤ人コミュニティセンターはノース・スコッツデールのスコッツデール道路沿い、カクタス道路の直ぐ北にある。当初はフェニックス中心部にあったが、そこでは手狭になり、より広い場所を探して建て直そうとしていた。

## 政府

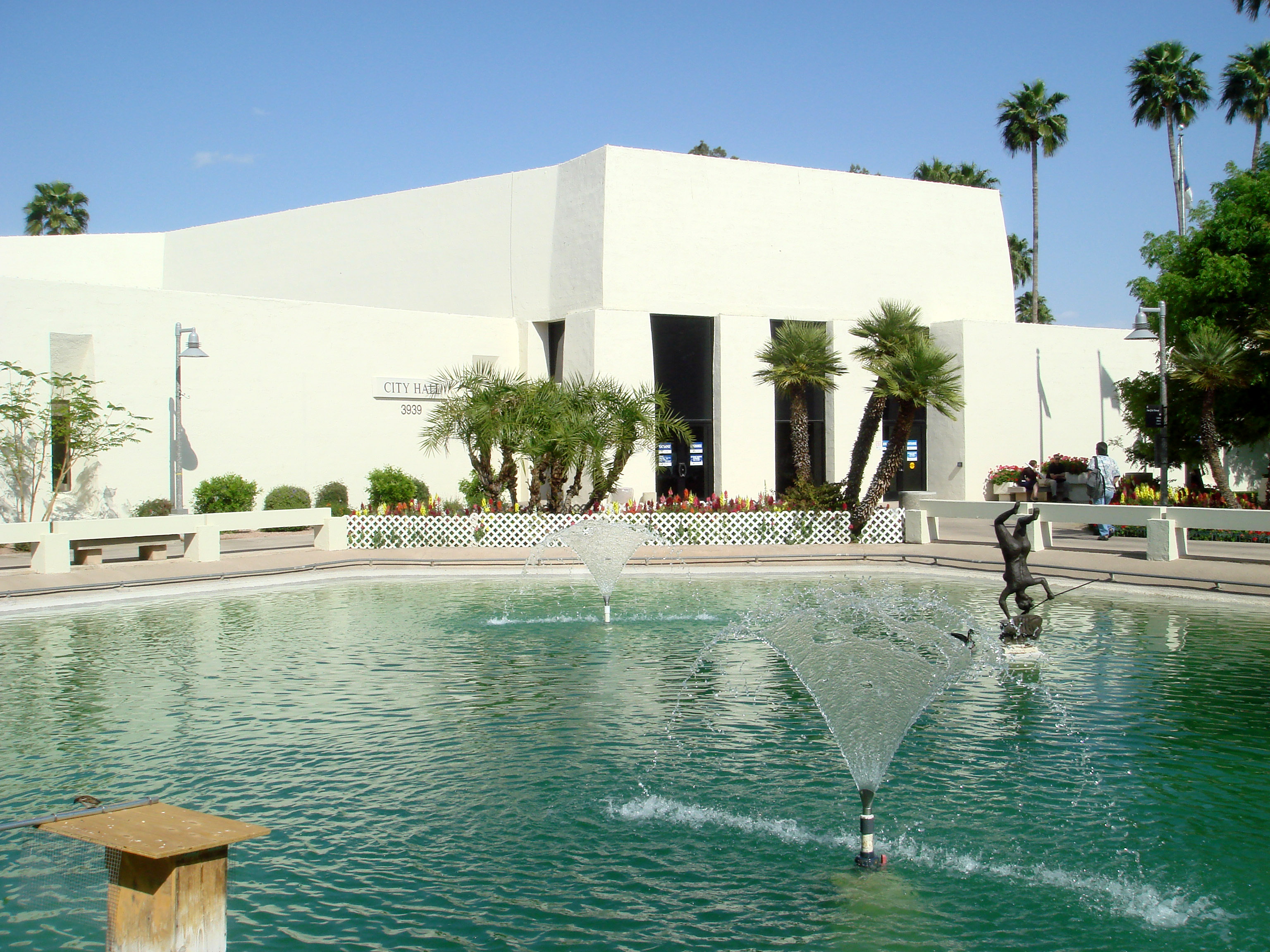
スコッツデール市役所、建築家ベニー・ゴンザレス設計

スコッツデールは市長と市政委員会が収めており、全員が全市を対象とする選挙区から選ばれている。シティ・マネジャーが市職員の執行を指導する責任があり、また委員会の政策を実行し、委員会の目標に合わせて計画と予算の立案を行い、市民が効果的に十分なサービスを得られるようにする。シティ・マネジャーは市の財務官の役割も果たす。
現在2009年時点の市長はジム・レーンである。
特徴あるスコッツデール市役所は建築家ベニー・ゴンザレスが1968年に設計し、内部のキバ（元はプエブロ人の祭壇の意）は地域社会の集会に使われるよう工夫されている。

## 交通

### 高速道路
地元では環状101号線と呼ばれるアリゾナ州道101号線のお陰で、スコッツデールからフェニックス大都市圏の中の各都市やアリゾナ州さらにその向こうまで、便利な高層道路で繋がれている。
環状101号線や市内の多くの通りの制限速度は2007年2月から規制され、レーダー写真システムで取り締まられている。

### 空路
市内のノース・スコッツデールには単一滑走路スコッツデール市民空港（空港コードIATA:SDL、ICAO:KDSL）がある。1日に500便以上の利用があり、全米の単一滑走路空港としては航空機の発着数が最も多い空港の一つになっている。観光や通勤用の発着も僅かにあるが、ほとんど全てが会社利用か一般航空利用のものになっている。
商業空路は主にフェニックスにあるフェニックス・スカイハーバー国際空港（空港コードIATA:PHX、ICAO:KPHX）が利用可能である。

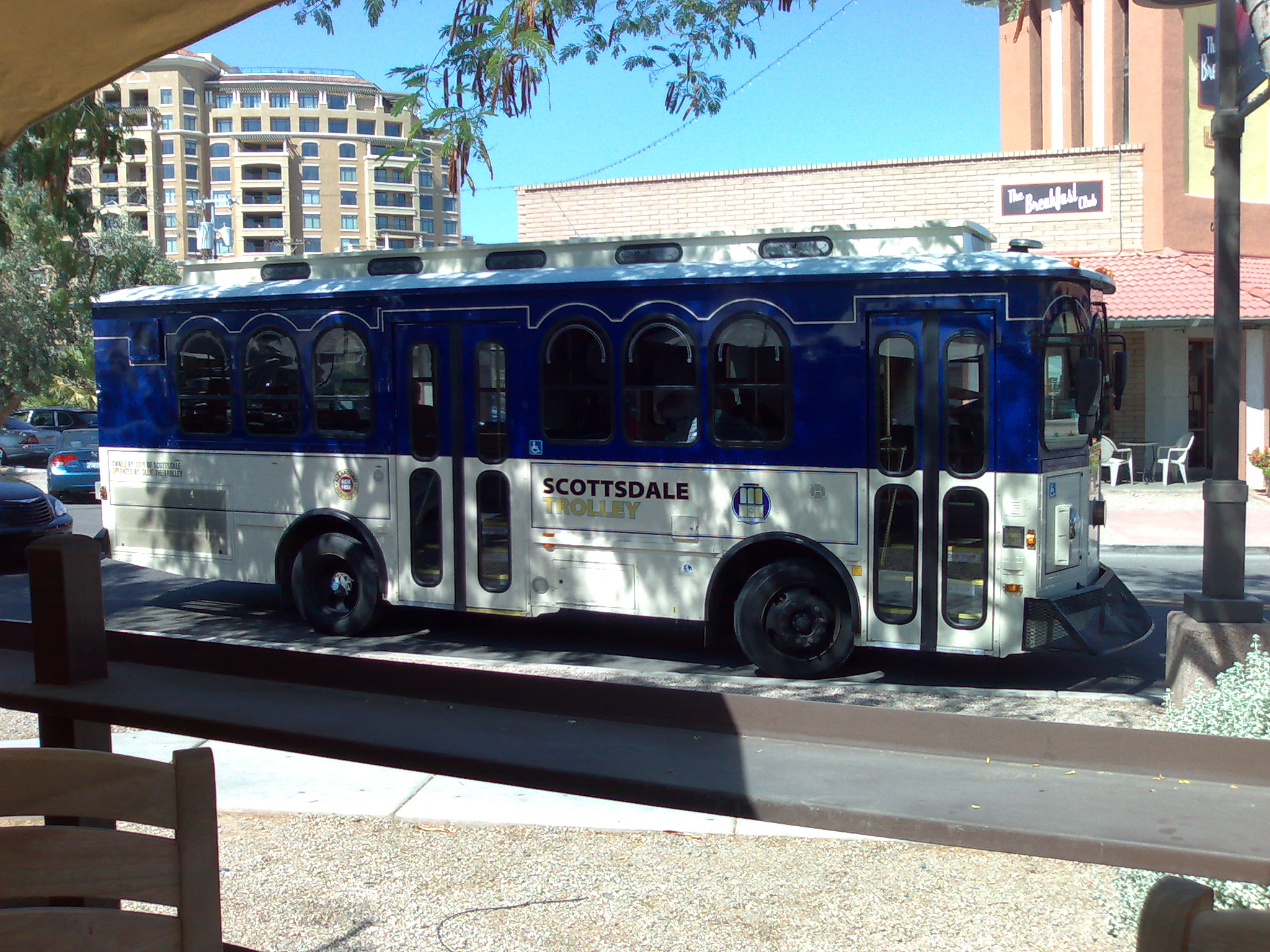
スコッツデールのバス

### 公共交通
フェニックス大都市圏の公共バス・サービスはバレー・メトロが運営しており、市内の定時運行を行っている。
スコッツデール市は「スコッツデール・トロリー」と呼ばれる市内巡回バスを走らせている。このトロリーを模したバスを使って公共輸送は無料である。現在2系統の循環線があり、それぞれダウンタウン・トロリーとネイバーフード・トロリーと呼ばれている。これらは中心街のロロマ駅中継所で乗り換えられる。
ダウンタウン・トロリーは中心街を循環しており、ネイバーフード・トロリーは中心街からサウス・スコッツデール地区を巡回しており、ルーズベルトとスコッツデール道路でテンピー市の無料公共循環線テンピー・オービットと接続している。そこからはテンピー市内、アリゾナ州立大学メインキャンパス、およびテンピー中心街、すなわちミル・アベニューに行くことができる。
2007年12月、スコッツデールは、フェニックス、テンピー、およびメサといった隣接する都市を繋ぐライトレールを運行するMETRO理事会に加入した。ライトレールをスコッツデールに延伸する案は2001年に研究されそれ以降検討が続いて生きた。市の交通マスタープランは、スコッツデール道路を市の高容量回廊と考え、ライトレール、近代的路面電車あるいはバス高速線が可能としている。

## 教育
スコッツデールの教育は主にスコッツデール統合教育学区が運営している。市内の少数地域のみフェニックス大都市圏にあるケイブ・クリーク統合教育学区、パラダイス・バレー統合教育学区、フェニックス統合高校地区、テンピー統合高校地区およびバルス小学校地区に属している。
スコッツデールには、アルカディア高校、シャパラル高校、コロナード高校、デザートマウンテン高校、およびサガロ高校（Saguaro High School）の5校がある。
市内の高等教育施設としては、スコッツデール・コミュニティカレッジがあるが、実際にはソルト川ピマ・マリコパ族インディアン居留地の中にある。テンピーのアリゾナ州立大学に通う学生も多い。遠隔教育カレッジであるペン・フォスター・カレッジがスコッツデールに本部を置いている。
スコッツデールには子供達を外国語（フランス語とスペイン語）で教え得る非営利言語集中学校であるアリゾナ国際スクールもある。
スコッツデール公共図書館システムの中には4つの支所がある。5番目の支所が現在建設中である。

## 出身人物
- T.J.ビーム、野球選手
- エマ・ストーン、女優
- ガブリエル・カーテリス、女優
- サミー・ハンラティ、女優
- ジェフ・ウラウブ、野球選手
- ダニエル・コーロンブ、野球選手
- テイラー・リンジー、野球選手
- ブライアン・バニスター、野球選手
- ブラディ・コーベット、俳優
- マックス・アーロン、フィギュアスケート選手
- マデリーン・アーロン、フィギュアスケート選手
- ルー・マーソン、野球選手
- ベラ・ツインズ、プロレスラー
- マシュー・カチャック、アイスホッケー選手

## 姉妹都市
スコッツデールは下記の都市と姉妹都市を結んでいる。
- メキシコ、アラモス
- オーストラリア、ケアンズ
- スイス、インターラーケン
- カナダ、キングストン
- モロッコ、マラケシュ - 交渉中